# 4229 Плевітська
4229 Плевітська (4229 Plevitskaya) — астероїд головного поясу, відкритий 22 січня 1971 року.
Тіссеранів параметр щодо Юпітера — 3,516.